# Isegorie
Isegorie (Oudgrieks ἰσηγορία/Isègoria) was het voor alle Athene vrije burgers gelijke recht van spreken in de ekklèsia, hun wetgevende volksvergadering. Het was het belangrijkste recht waarop de directe democratie van het Atheens type in de vijfde en vierde eeuw v.Chr. was gebaseerd. De burgerij ging geleidelijk alle lagen van de bevolking (uitgezonderd slaven, vrouwen en inwonende buitenlanders) omvatten.

## Verder lezen
- A. Momigliano, art. Freedom of Speech in Antiquity, in Dictionary of the History of Ideas II (1974), pp. 252-263.